# Moixiganga

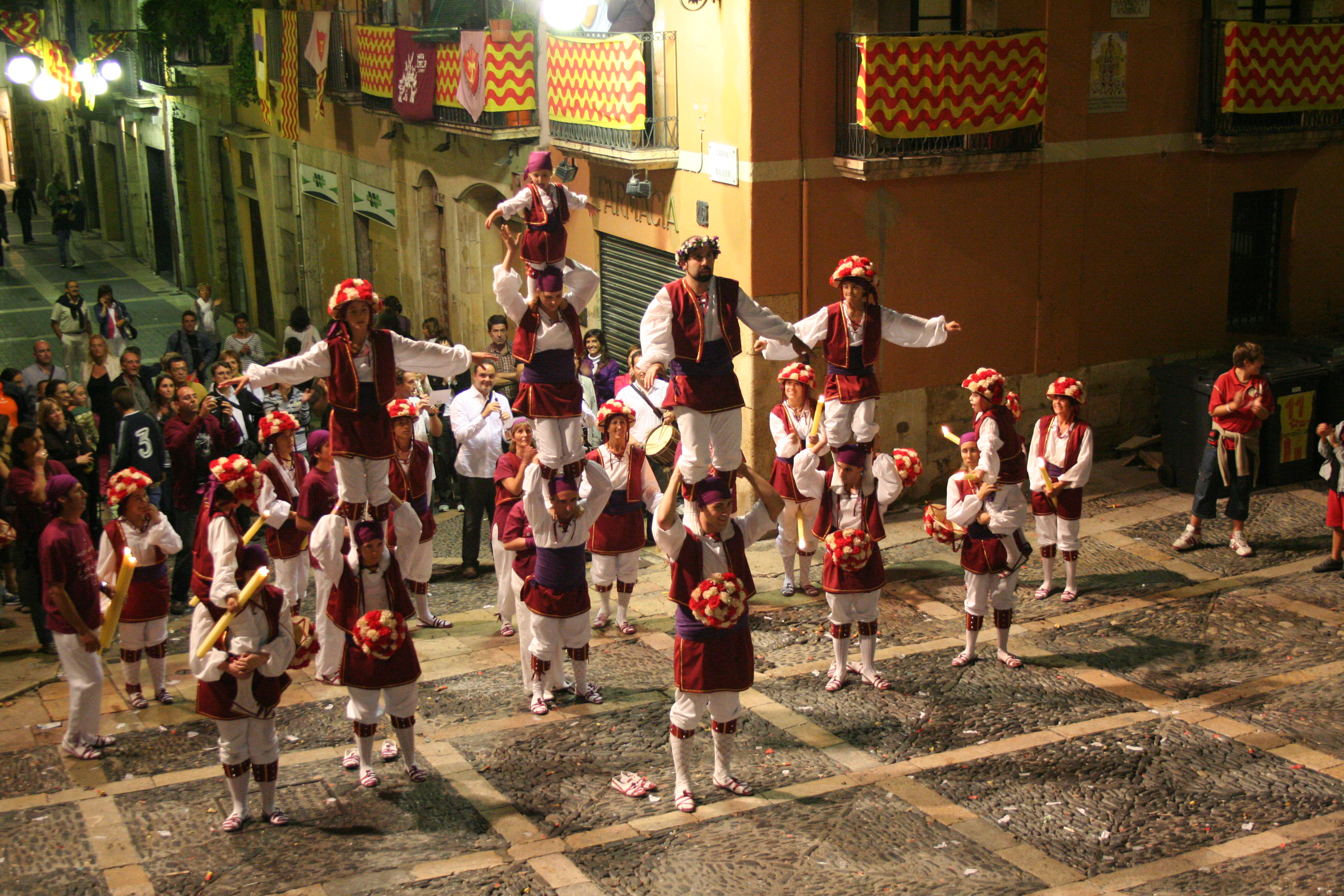
Moixiganga de Tarragona

La moixiganga és una representació dansada en què, per mitjà d'uns exercicis gimnàstics i unes torres humanes, es representen escenes de la passió de Jesucrist, encara que pot representar alguns altres arguments. Hi ha qui creu que la moixiganga va estendre's en determinats indrets del sud del Principat, on va ser anomenada ball de valencians, i que va evolucionar cap als castells actuals.
Sembla que l'origen d'aquesta manifestació és al País Valencià, on encara n'hi ha el màxim exponent: la muixeranga d'Algemesí, proclamada Patrimoni Immaterial de la Humanitat l'any 2011. A Catalunya trobem aquesta classe de moixiganga, per exemple, a Valls, Vilafranca del Penedès, La Geltrú, Sitges, Badalona i Tarragona. En canvi, la moixiganga de Lleida, tot i tenir un origen religiós, ha evolucionat cap a un terreny més purament festiu i lúdic. A Barcelona la moixiganga ha estat inexistent o desconeguda, a banda les visites de moixigangues de fora, fins a les festes de Santa Eulàlia del 2014, en què va ser presentada en públic.

## Origen
La moixiganga, fora del País Valencià, va ser coneguda també amb el nom de "ball de Valencians". D'origen pagà, amb el temps es va integrar en manifestacions religioses. Durant segles, va estar molt present als pobles valencians i catalans. Consistent en l'execució de diversos balls, solia acabar amb la formació d'una torre humana de no gaire alçada. Anava sobretot al davant dels seguicis populars, on cadascun dels diversos gremis executava un ball. Diuen que hi ha notícies del ball des del segle xv, i un gremi que va estar molt vinculat a les moixigangues al llarg del temps va ser el dels obrers de vila.
Està documentat que a Torrent ja es feien moixigangues en 1838 enmig de les cavalcades, formades per 16 persones. També a Gandia des de 1875 i a Sueca el 1798.

## Àmbit geogràfic
Al País Valencià la tradició només s'havia conservat a algunes poblacions com Algemesí, Forcall, Peníscola, l'Olleria, l'Alcúdia i Titaguas. A partir de 1996 es va viure un moment històric de recuperació, l'anomenat MRM, "Moviment de Recuperació de les Muixerangues", un moviment més aviat desorganitzat i espontani on l'entusiasme muixeranguer s'encomanava de poble en poble.
En el període del MRM es va decidir majoritàriament emprar el terme muixeranga (en compte de l'antic moixiganga) i formar colles mixtes d'homes i dones. Es va recuperar a l'Olleria, Gandia, Sueca, Silla, Carcaixent i València. Es va crear La Nova Muixeranga d'Algemesí i va reviscolar a l'Alcúdia, que ja s'havia recuperat a començaments dels anys 1980. De fet les primeres recuperacions són del període de finals dels setanta i principis dels huitanta a Titaguas, l'Alcúdia i un intent fracassat a Sueca. A Algemesí l'any 1973 es va viure una crisi on la Muixeranga arribà a no aparèixer en una de les processons i que finalment es va salvar satisfactòriament.
Durant uns anys les colles valencianes intentaren organitzar-se al voltant de la Federació de Muixerangues i convocaren aplecs muixeranguers. El darrer encara se celebra al maig de 2009 a l'Olleria i posteriorment va romadre inactiva fins que es va dissoldre oficialment el gener de 2018. De fet el MRM va començar a declinar en arribar a València i aquest declivi es reflectí en la Federació. És aleshores quan un grup de gent d'origen saforenc i que havien participat activament en el MRM decideixen formar l'Entitat Promotora de Muixerangues del País Valencià. Des de finals del 2007 l'EPMPV, més coneguda com l'EPM, facilità assessorament a poblacions que volien recuperar o crear una muixeranga. Així en aquest període es creà la Muixeranga de Pego, la Muixeranga de Cullera i se'n gestaren dues a Oliva (Safor) i Gata (Marina Alta) que no arribaren a debutar. A Ontinyent també es va intentar i tot i que hi ha gent muixeranguera que participa en altres colles no hi ha muixeranga a la població.
Després d'un temps on semblava que el moviment s'havia aturat, el 2012 aparegueren les colles Camp de Morvedre i Camp de Túria -hui en dia les dos inactives-, el 2013 la de Vinaròs i la Conlloga Muixeranga de Castelló i el 2014 la Muixeranga d'Alacant i la Jove Muixeranga de València. A 2015 la Muixeranga La Torrentina, la de Carlet i Muixeranga de la Plana. També darrerament s'han fundat colles a Xàtiva, Alginet, el Campello o la Marina Alta, i hi ha intents de formar altres colles com a Cocentaina. . Veure mapa.
En 2017 les muixerangues valencianes van començar les reunions per crear una nova Federació de Muixerangues que, aquesta vegada sí, unificara totes les colles existents. D'eixos contactes va nàixer el gener de 2018 la Federació Coordinadora de Muixerangues amb les 21 colles existents en eixe moment.
També ha perdurat la part plàstica dels 'balls de Valencians' sense torres elevades, a les moixigangues del Principat de Catalunya. Així podem trobar aquestes moixigangues religioses a Sitges, Tarragona, Valls, Vilanova i la Geltrú i Vilafranca del Penedès. A Igualada, tot i que es conserva el nom moixiganguers, és el nom propi de la colla castellera d'aquesta població.

## Evolució
Segons molts estudiosos, les moixigangues, també anomenades ball de valencians, serien l'origen de la muixeranga i dels castells. Segons aquests estudis, els castells s'originarien bàsicament a l'àrea Tarragona-Reus-Valls, amb els anys perdrien els balls centrant-se a aconseguir torres cada vegada més elevades i deixant de participar en les processons. La manca de "valencians" va originar l'aparició de les moixigangues religioses.
La història de com arribà el ball a terres de Tarragona no és senzilla i hi ha diverses teories. Siga com siga, els segles xvii i XVIII varen ser el temps de màxima esplendor, en què la tradició estava molt estesa a les comarques valencianes. Així ho demostra un document que ens ha arribat des de la Ribera Baixa. L'any 1798 l'ajuntament de Sueca demana a Capitania General permís per celebrar la processó de la Mare de Déu de Sales, i descriuen aquesta: ... delante de la procesión, a corto espacio de su Cruz, vayan dos o tres Danzas (...) con Torneos y Mojigangas, como se hace en essa Ciudad de Valencia y en la Processión del Corpus, en las de sus parroquias, en la procesión de Nuestra Señora del Carmen y en otras particulares.... L'espectacularitat, i el fet d'integrar-se en un ball de carrer a l'estil de danses processionals, provocà que la tradició s'exportara. Amb el nom del "ball dels valencians" es va integrant en altres seguicis populars de la península Ibèrica. Es pot trobar viva a llocs com ara Aragó, País Basc, Castella o Extremadura tot i que no sempre és clar quin és el seu origen.
Hi ha documentació d'algunes d'aquestes actuacions. Així se sap que el 1633 durant la visita a Tarragona de Felip IV i M. Isabel de Borbó va actuar un ball de valencians, dins del seguici extraordinari en honor del monarca. També el 1673 una colla de Sagunt va participar en el corpus de Sevilla, essent arquebisbe Ignacio Ambrosio Spinola, el qual havia estat anteriorment arquebisbe a València, on, entre d'altres, va concloure la construcció de la capella de la Mare de Déu dels Desemparats. Ja en el segle xviii tenim notícies del 1762, concretament a Lleida, on actuen "valencians" en la col·locació de la primera pedra de la nova catedral i el 1774 participen dos grups al Corpus de Granada. Més tard el 1822 torna a intervenir a la processó del Corpus de Sevilla una altra colla. Segons estudis més recents sembla que a principis d'aquest segle va arribar a introduir-se el ball de Valencians en processons a Madrid però només durà tres anys.
A la zona castellera del triangle format per Tarragona, Reus i Valls començaren a imitar els valencians des de finals del XVII. El 1687 actua a la ciutat de Tarragona el ball de valencians de la veïna població de Bràfim; el 1695 i 1700 també hi ha al seguici de Tarragona d'altres formats per gent de la rodalia.
Al llarg del segle xviii la tradició va prenent cos. El 1706, en plena guerra de successió entre Felip d'Anjou (Felip V) i l'arxiduc Carles (Carles III), aquest darrer visita Tarragona i en el seu honor apareix extraordinàriament el seguici popular, com se solia fer amb els monarques. En aquest participa "un ball que diuen dels valencians", expressió on podem intuir que els dansadors no eren de València.
Després de la desfeta d'Almansa, hi ha també documentades representacions autòctones al triangle casteller els anys 1712, 1721, 1724, 1725 i 1733, amb molta vigència, malgrat les prohibicions, com ara, la del lletrat de Madrid Manuel Llorca Agulló: ... que se extermine el uso de los Castillos en los Vailes nombrados de Valencianos, y aun se prohiba absolutamente el uso de tales bayles. Fue al paso que por pura diversión honesta se permitio el establecimiento (en tiempos pasados) en este Principado y en Valencia el bayle vulgo de Valencianos para andar delante de las Procesiones... No se sap per què Llorca, que va ser alcalde major de Vilafranca del Penedès del 1782 al 1786, tenia aquest especial odi per les torres humanes. Tanmateix, ha deixat una de les més clares evidències de la connexió entre els "valencians" i els castells.
Al segle xix i, en especial, després del 1836 quan es promulga la llei que fa perdre els monopolis gremials, la festa evoluciona. Mentre a Catalunya moltes tradicions es transformen, al País Valencià desapareixen. A partir d'ací, la cultura castellera s'eixampla estenent-se fins a l'Alt Penedès, i es passa ja dels sis pisos. L'any 1857 apareix la denominació "xiquets", en principi com a eufemisme de "valencians", però també com a definició d'un nou concepte que està naixent.

## La Moixiganga al Museu Casteller de Catalunya
Derivat dels vincles d'aquesta representació amb els actuals castells, la Moixiganga també s'inclou dins del discurs museogràfic del Museu Casteller de Catalunya de Valls.
Es tracta d'un projecte ideat fa més de 40 anys quan el vallenc Pere Català Roca apuntà la necessitat de la seva creació. Finalment però, l'any 2015 s'inicien les obres de construcció de l'edifici que l'ha d'acollir situat al Barri Antic de Valls. L'edifici, obra de l'arquitecte català Dani Freixes Melero i la seva empresa Varis Arquitectes acollirà la museografia dissenyada per l'empresa del museògraf i escenògraf Ignasi Cristià, guanyador del concurs públic. Així mateix, l'empresa Lavinia Spurna Visual s'encarregarà dels audiovisuals del Museu.
Amb l'obertura de Món Casteller – Museu Casteller de Catalunya es donarà inici a un centre museístic i d'experiències únic al país, dedicat íntegrament i exclusivament al patrimoni immaterial dels castells.
- "Un castell en tres actes. Projecte del Museu Casteller de Catalunya" a YouTube